# فارزارد موستشاري
فارزاد موستاشاري (بالإنجليزية: Farzad Mostashari) هو المنسق الوطني السابق لتكنولوجيا المعلومات الصحية في وزارة الصحة والخدمات الإنسانية في الولايات المتحدة.
يشغل موستشاري حاليًا منصب الرئيس التنفيذي لشركة أليديد، وهي شركة أسسها في عام 2014 لتوفير خدمات لمقدمي الرعاية الأولية للأطباء المستقلين في منظمات الرعاية الصحية (ACOs).

## سيرته الذاتية
وُلد موستشاري في ريتشموند، فيرجينيا، وترعرع في إيران ثم انتقل إلى ولاية أوبستيت نيويورك في سن 14.
حصل موستشاري على درجة الدكتوراة من كلية الطب بجامعة ييل عام 1996، بعد أن حصل على درجة الماجستير من كلية هارفارد شان بلصحة العامة، ودرجة البكالريوس من جامعة هارفارد عام 1989.

## حياته المهنية
أكمل موستشاري تدريبه في الطب الباطني في مستشفى ماساتشوستس العام، وانضم بعد ذلك إلى دائرة الإحصاءات الوبائية التابعة لمراكز مكافحة الأمراض، حيث حقق في تفشي الأمراض المعدية. انضم موستاشاري بعد ذلك إلى الإدارة الصحية في مدينة نيويورك، حيث أطلق مشروع معلومات الرعاية الأولية تحت إشراف معلمه توماس فريدن. ركز المشروع على التعجيل باعتماد نظم السجلات الصحية الإلكترونية كوسيلة لتحسين جودة الرعاية الأولية في مدينة نيويورك. وعقب مرور قانون هايتش، قام ديفيد بلومنثال بتعيين موستشاري ليعمل نائبًا للمنسق الوطني لتكنولوجيا المعلومات الصحية في يوليو 2009، ثم خلفه في نهاية المطاف كمنسق وطني في 8 أبريل 2011. ويعود الفضل إلى موستشاري في قيادة تصميم وتنفيذ المرحلة الأولى من الاستخدام الهادف لذلك البرنامج.
أعلن موستشاري في أغسطس 2013 استقالته من مركز تكنولوجيا المعلومات الصحية، وخلفه في ذلك المنصب كارين ديسالفو في نهاية المطاف.
أصبح موستشاري بعد رحيله من مركز تكنولوجيا المعلومات الصحية زميل زائر في مؤسسة بروكنغز لإصلاح الرعاية الصحية، حيث قضى وقته في لاحتضان الأفكار التي سوف تستخدم في نهاية المطاف لانشاء شركة أليديد.

## شركة أليديد
أسس موستاشاري في عام 2014 شركة أليديد لتوفير خدمات لمقدمي الرعاية الأولية للأطباء المستقلين في منظمات الرعاية الصحية (ACOs).